# 家族優先党
家族優先党（かぞくゆうせんとう、英語: Family First Party）は、 かつて存在したオーストラリアの保守政党。

## 歴史
2002年の南オーストラリア州議会選挙の際に結成。このときにはアンドリュー・エヴァンス牧師が州議会議員に当選した。2004年の連邦議会総選挙では自由党と国民党と共同歩調を執り、約23万5000票を獲得、第五党に躍り出た。2007年の連邦議会総選挙でも、前回とほぼ同じ約24万7000票を獲得した。
2017年、オーストラリア保守党に合流し解散。

## 思想・方針
安楽死、人工中絶や代理母出産に反対し、同性愛者の人権擁護を明確に謳ったが、同性結婚や同性愛カップルが養子縁組して子育てをする事については「子どもの権利を侵害している」と主張していた。難民受け入れについては支持。オーストラリア・キリスト教会という宗教団体から支援を受けていた。右翼、保守主義路線を打ち出したが、白人至上主義や他人種排斥を訴えた訳ではなかった。